# Ringwall auf dem Gehrdener Berg

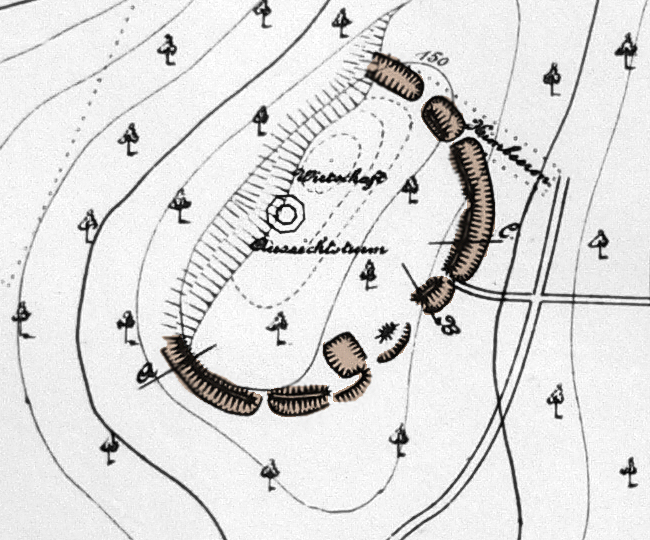
Lageskizze von Carl Schuchhardt, Anfang des 20. Jahrhunderts; Wälle nachträglich hellbraun eingefärbt

Der Ringwall auf dem Gehrdener Berg ist eine Ringwallanlage auf dem zum Gehrdener Berg gehörenden Burgberg in Gehrden mit einer Fläche von rund einem Hektar. Zur Entstehungs- und Nutzungszeit liegt bisher keine gesicherte Datierung vor. Sie wird dem Zeitraum zwischen Christi Geburt und dem Frühmittelalter zugerechnet.

## Lage und Gebäude
Der Ringwall befindet sich auf der dicht bewaldeten Kuppe des Burgberges mit 155 Meter über NN als höchster Stelle des Gehrdener Berges. Er hat die Ausmaße von 140 m × 75 m und umschließt halbkreisförmig eine ovale Fläche von rund einem Hektar. An der Nordwestseite ist der Wall ausgelassen worden, da ein Steilhang Schutz bot. Der Wall und sein vorgelagerter Graben sind im Gelände noch gut sichtbar. Der vier bis sechs Meter breite Wall hatte auf der Innenseite nur die geringe Höhe von rund 1,2 Meter und außen durch die Aufschüttung eine Höhe von rund zwei Meter. Außen war ein bis zu sechs Meter breiter 
Spitzgraben vorgelagert, der ursprünglich etwa drei Meter tief war. Früher wirkte die Befestigung von außen optisch imposant. Der Höhenunterschied zwischen der Wallkrone und der Sohle des Grabens betrug bis zu fünf Meter.
Innerhalb der Wallanlage wurde in den Jahren 1897/98 der rund 20 Meter hohe Burgbergturm mit einem Ausflugslokal errichtet, das 1899 seinen Betrieb aufnahm. Beide Einrichtungen übten Anfang des 20. Jahrhunderts große Anziehungskraft auf die erholungssuchenden Bewohner der nahe gelegenen Großstadt Hannover aus. Das Lokal wurde 1924 zum Schullandheim der Leibnizschule Hannover umfunktioniert und diente während des Zweiten Weltkrieges als Lazarett. 1961 erwarb der hannoversche Kaufmann Norbert Magis die Anlage mit Turm und Lokal. Den Turm ließ er restaurieren, während das Wirtschaftsgebäude zur Ruine verfiel.

## Ausgrabungen
Anfang des 20. Jahrhunderts zeichnete der Prähistoriker und Burgenforscher Carl Schuchhardt die Anlage nach und veröffentlichte sie im 1916 erschienenen Atlas vorgeschichtlicher Befestigungen in Niedersachsen. Die ersten Ausgrabungen fanden 1931, 1933, 1937 und 1938 auf Veranlassung des damaligen Landesarchäologen Karl Hermann Jacob-Friesen statt. Bei den Grabungen wurde ein sechs Meter breiter Wall mit einem, in den Felsuntergrund eingeschlagenen Spitzgraben von bis zu vier Metern Tiefe festgestellt.
Obwohl innerhalb der Anlage verschiedene Funde wie Keramikscherben aus der Zeit um Christi Geburt gemacht wurden, lässt sich die Entstehung der Wallanlage nicht eindeutig in diese Zeit einordnen. Nach den Ausgrabungen legte der Reichsarbeitsdienst 1938 im Bereich der Wallanlage einen Cheruskerlehrpfad mit erklärenden Steintafeln an, die noch erhalten sind. 2015 stellte die Region Hannover eine Infotafel auf, die über die Geschichte und den Aufbau der Anlage sowie ihre ideologische Vereinnahmung in der Zeit des Nationalsozialismus informiert.
Im Jahre 2013 wurde die Erforschung der Wallanlage auf dem Burgberg als gemeinsames Projekt des Niedersächsischen Landesmuseums Hannover, des Instituts für prähistorische Archäologie der Freien Universität Berlin und der Unteren Denkmalschutzbehörde der Region Hannover wieder aufgenommen. Nach einer Prospektion mit Bodenproben im Frühjahr 2013 fand im Sommer 2013 eine dreiwöchige Ausgrabung als Schnitt durch den Wall statt, wobei kein datierbares Material geborgen werden konnte.

## Bewertung
Nach den Grabungen in den 1930er Jahren wurde die Befestigungsanlage als Cheruskerburg bezeichnet und dem germanischen Stamm der Cherusker zugeschrieben. Es wurde gemutmaßt, dass ein Gaugraf in der Anlage waffenfähige Männer sammelte, um mit ihnen in den Kampf gegen die Römer zu ziehen. Heute wird diese Entstehungsthese verworfen, da kein eindeutig datierbares Material aus der Nutzungsphase der Anlage gefunden werden konnte und sie zur nationalsozialistischen Ideologie in die Zeit des Dritten Reiches passte. Es liegen zwar in geringer Zahl Fundstücke aus der Jungsteinzeit bis zum Mittelalter vor, sie stellen aber keine zuverlässige Datierungsgrundlage dar. Bei der Ausgrabung im Jahr 2013 wurden Bodenschichten mit einer dunkleren und einer helleren Färbung festgestellt, die darauf deuten, dass der Wall in zwei Phasen entstanden ist.
Die frühere Funktion des Ringwalls auf dem Gehrdener Berg sowie seine Entstehungs- und Nutzungszeit ist bis heute nicht geklärt. Das Niedersächsische Landesamt für Denkmalpflege datiert ihn aufgrund der Bauweise in das Früh- und beginnende Hochmittelalter. Heimatforscher entwickelten weitere Theorien zur Funktion und Nutzung. Lange wurde der Wall als Fliehburg gesehen, wie zum Beispiel die Kukesburg, die Heisterburg oder die Wirkesburg in der Umgebung. Neuere Überlegungen sprechen gegen eine Fliehburg auf der Bergkuppe, da dort kein Wasser in Form einer Quelle oder eines Bachlaufs vorhanden ist. Laut einer weiteren Theorie könnte die Befestigungsanlage im Zusammenhang mit den Sachsenkriegen Karls des Großen Ende des 8. Jahrhunderts errichtet worden sein. Durch die Entdeckung des Römischen Marschlagers von Wilkenburg aus der Zeit und Christi Geburt ergaben sich 2015 neue Aspekte zur Deutung der Anlage. Die vermutlich aus Westen anrückenden Römer könnten auf ihrem Weg zum 12 km östlich liegenden Wilkenburg den Gehrdener Berg passiert haben und ihn wegen seiner strategischen Lage genutzt haben. Auf den Aufenthalt von Römern zu dieser Zeit am Gehrdener Berg deuten die römischen Silbermünzen des Schatzfundes von Gehrden. Sein Münzspektrum entspricht der Zeitstellung des Römerlagers. 
Eine mögliche Funktion der Befestigungsanlage könnte auch die Überwachung des vorbeiführenden Hellwegs gewesen sein da vom Berg aus die Ost-West-Verkehrswege zu überblicken waren.

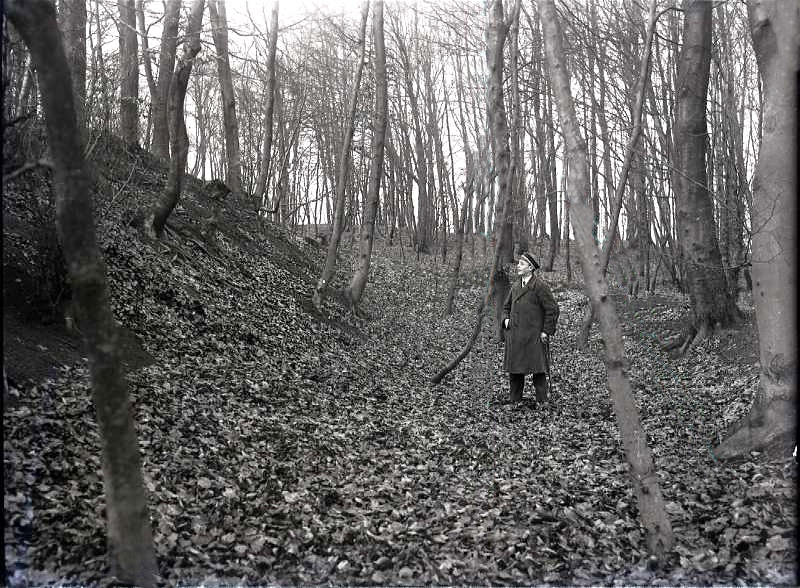
Historische Aufnahme des Walls von August Kageler um 1910
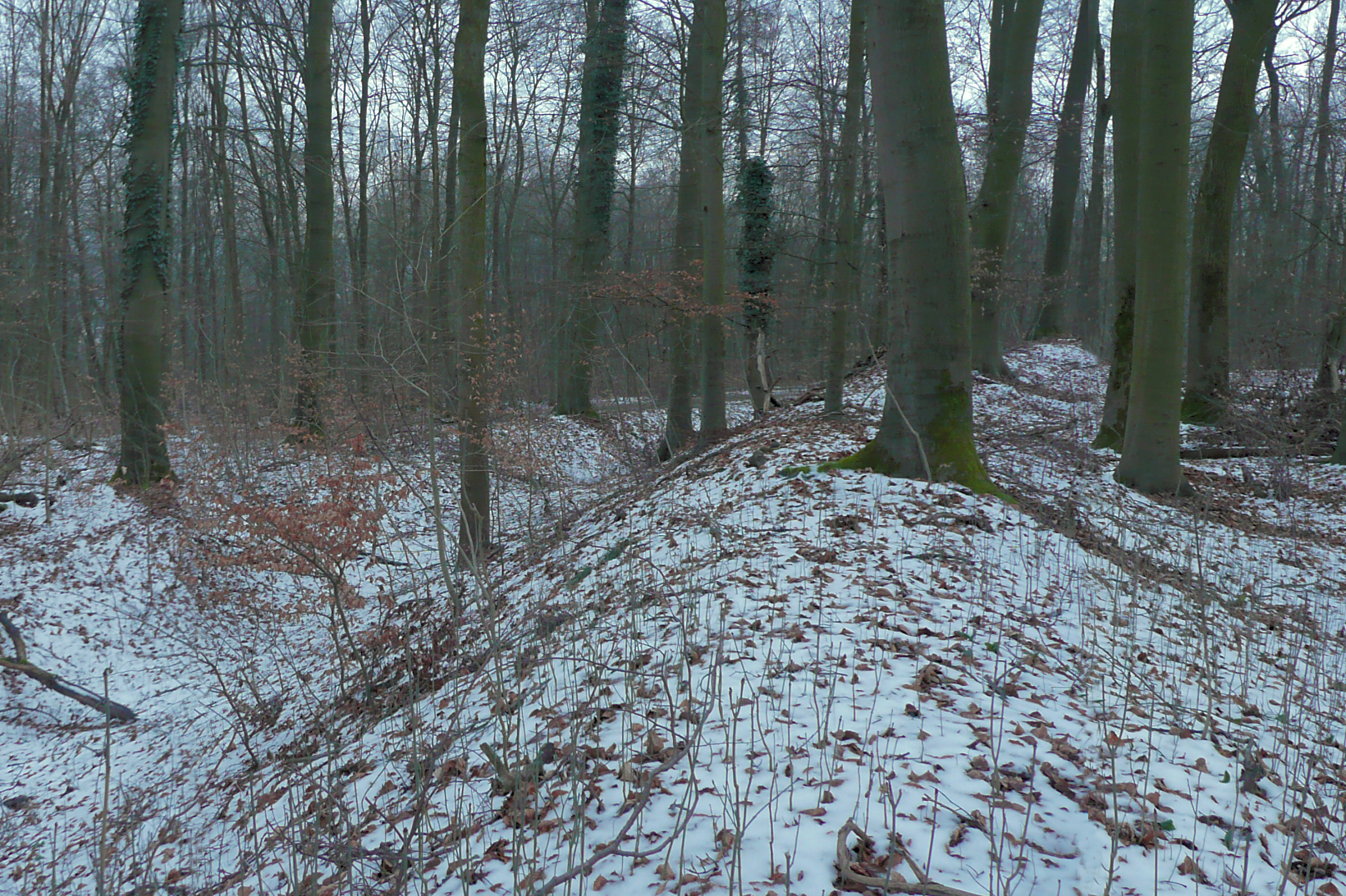
Wallkrone und Graben, links
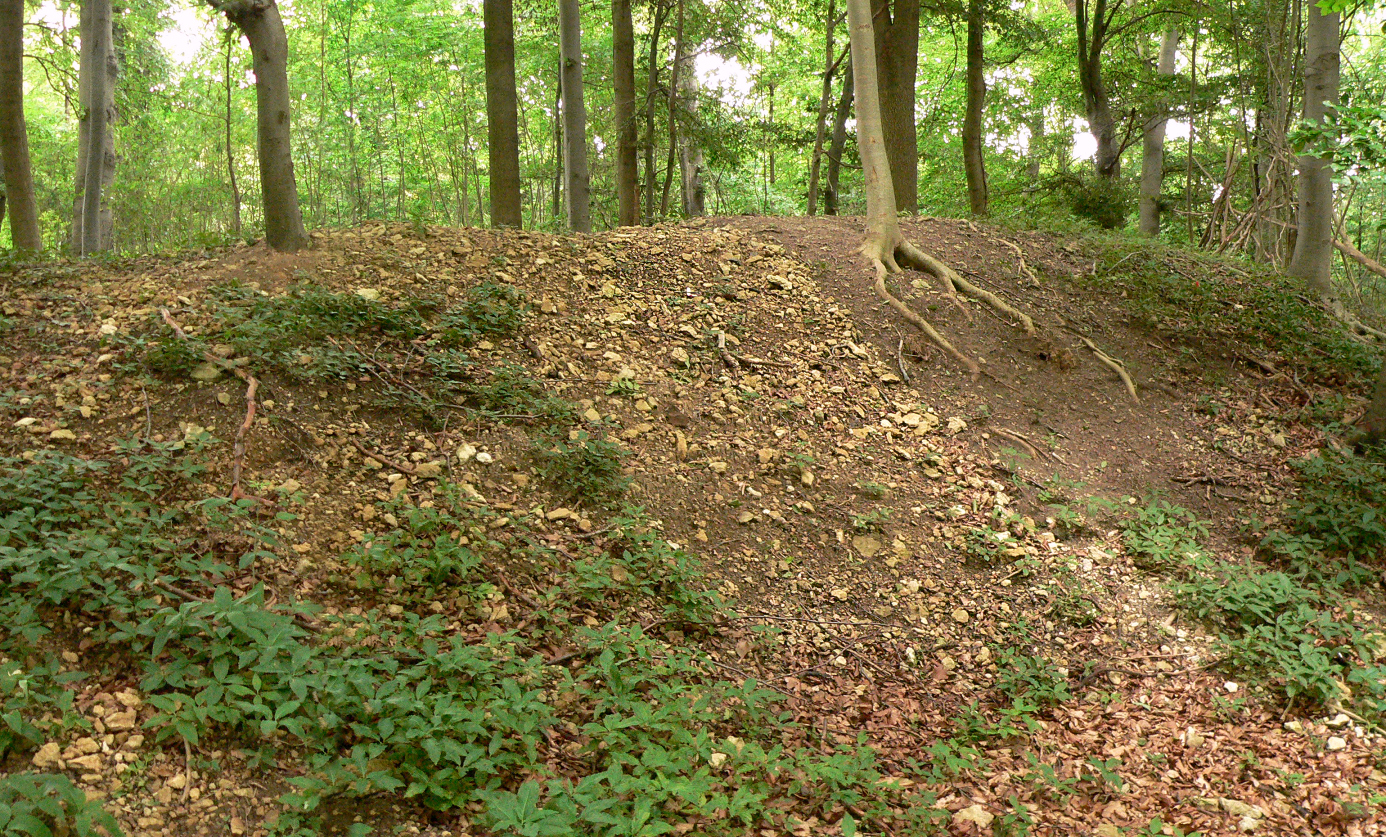
Wiederverfüllte Ausgrabungsstelle am Wall, 2013
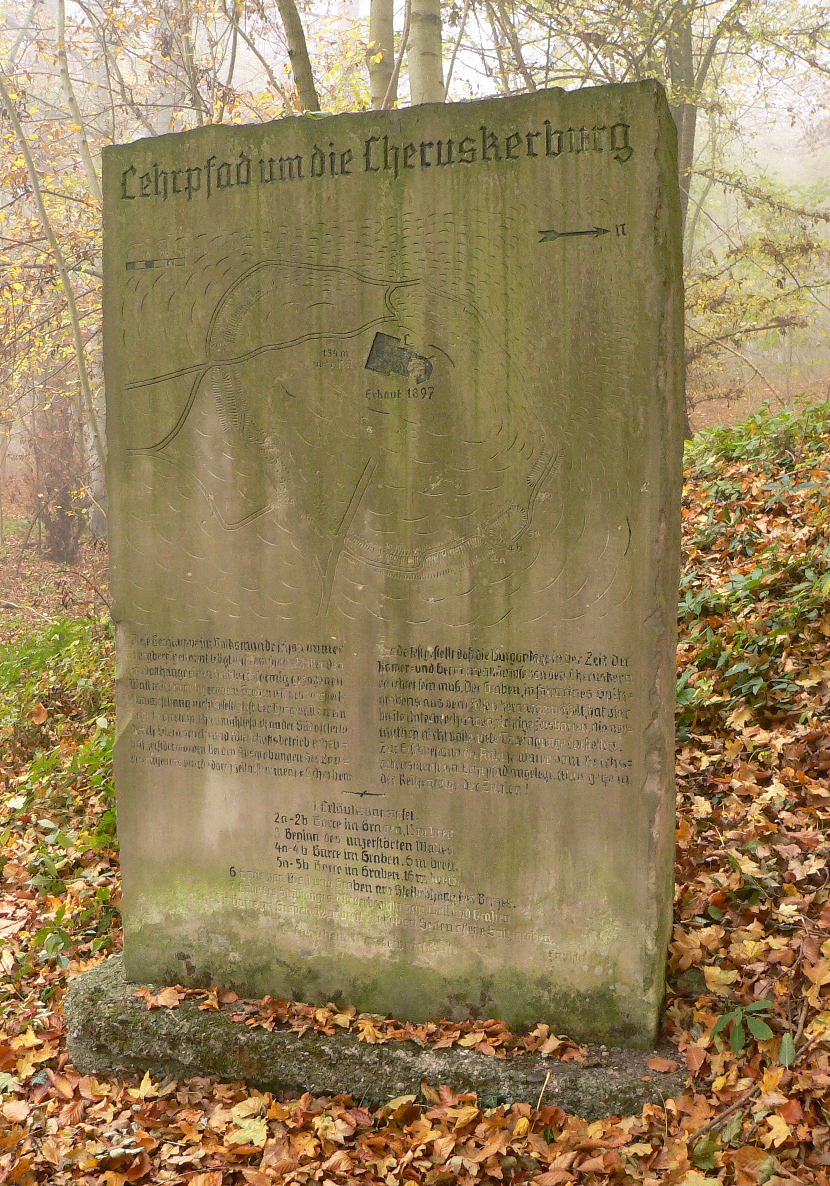
Steintafel aus den 1930er Jahren zum Cheruskerlehrpfad
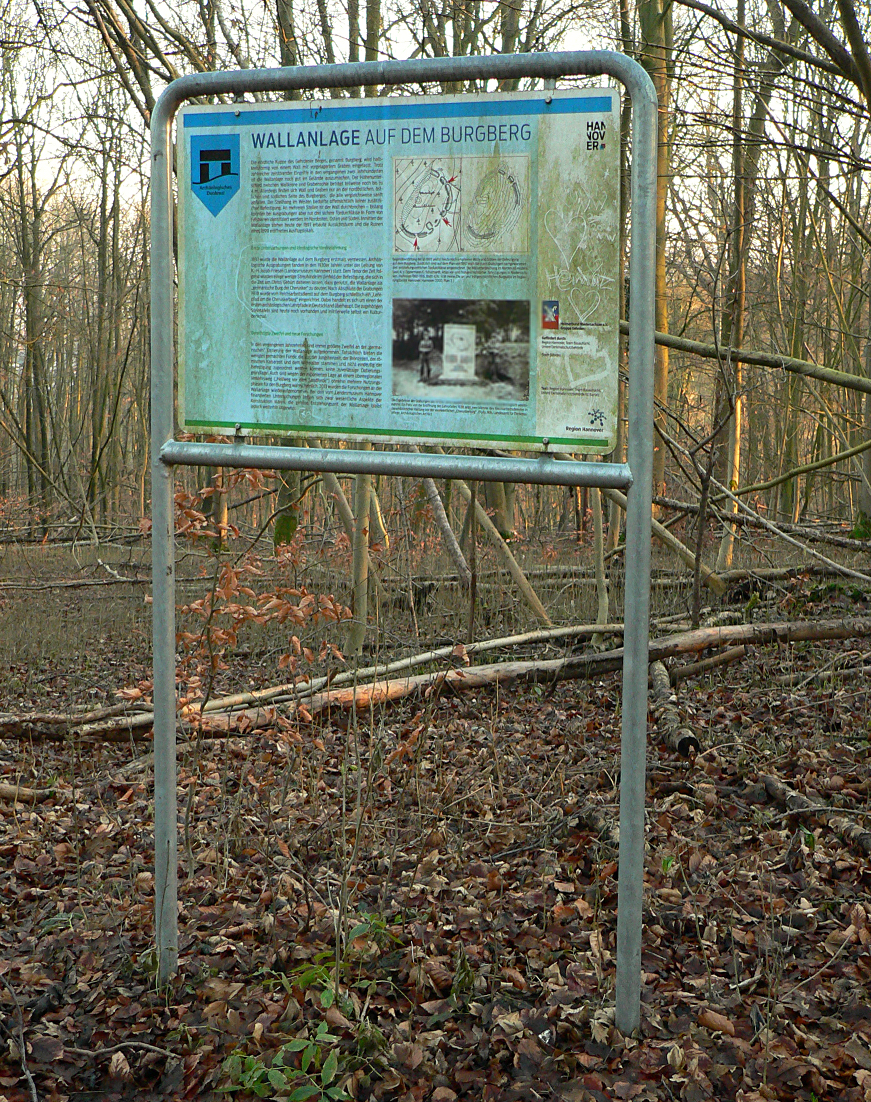
Moderne Infotafel zur Wallanlage auf dem Burgberg
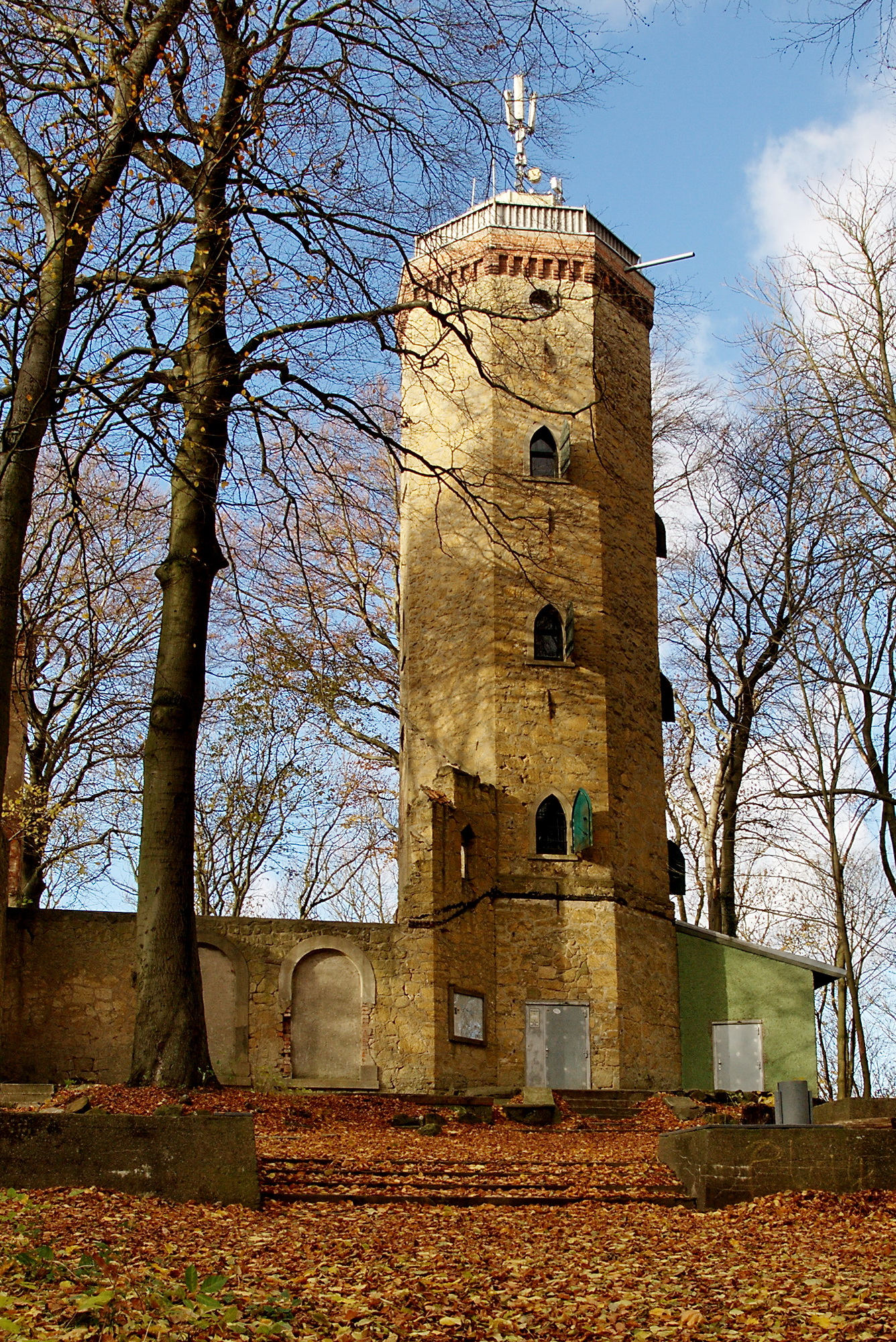
Burgbergturm von 1897/98 und Ruine des Ausflugslokals